# Coccoloba pyrifolia
Coccoloba pyrifolia là một loài thực vật có hoa trong họ Rau răm. Loài này được Desf. mô tả khoa học đầu tiên năm 1815.